# Fundación Arco Iris
Die Fundación Arco Iris („Regenbogen-Stiftung“) ist ein Hilfswerk, das sich für Kinder und Jugendliche auf der Straße, von der Straße sowie vermehrt für soziale Projekte, wie Kindergarten, Kindertagesstätte und Schulbildung einsetzt. Das Einsatzgebiet liegt  vornehmlich in der bolivianischen Hauptstadt La Paz und in der angrenzenden Stadt El Alto. Die Stiftung wurde im Jahr 1994 vom deutschen Pfarrer Josef Maria Neuenhofer gegründet. Heute betreibt die Stiftung vier Heime für Kinder und Jugendliche, zehn weitere soziale Projekte und ein Krankenhaus.

## Heime

### Hogar Niñas Obrajes

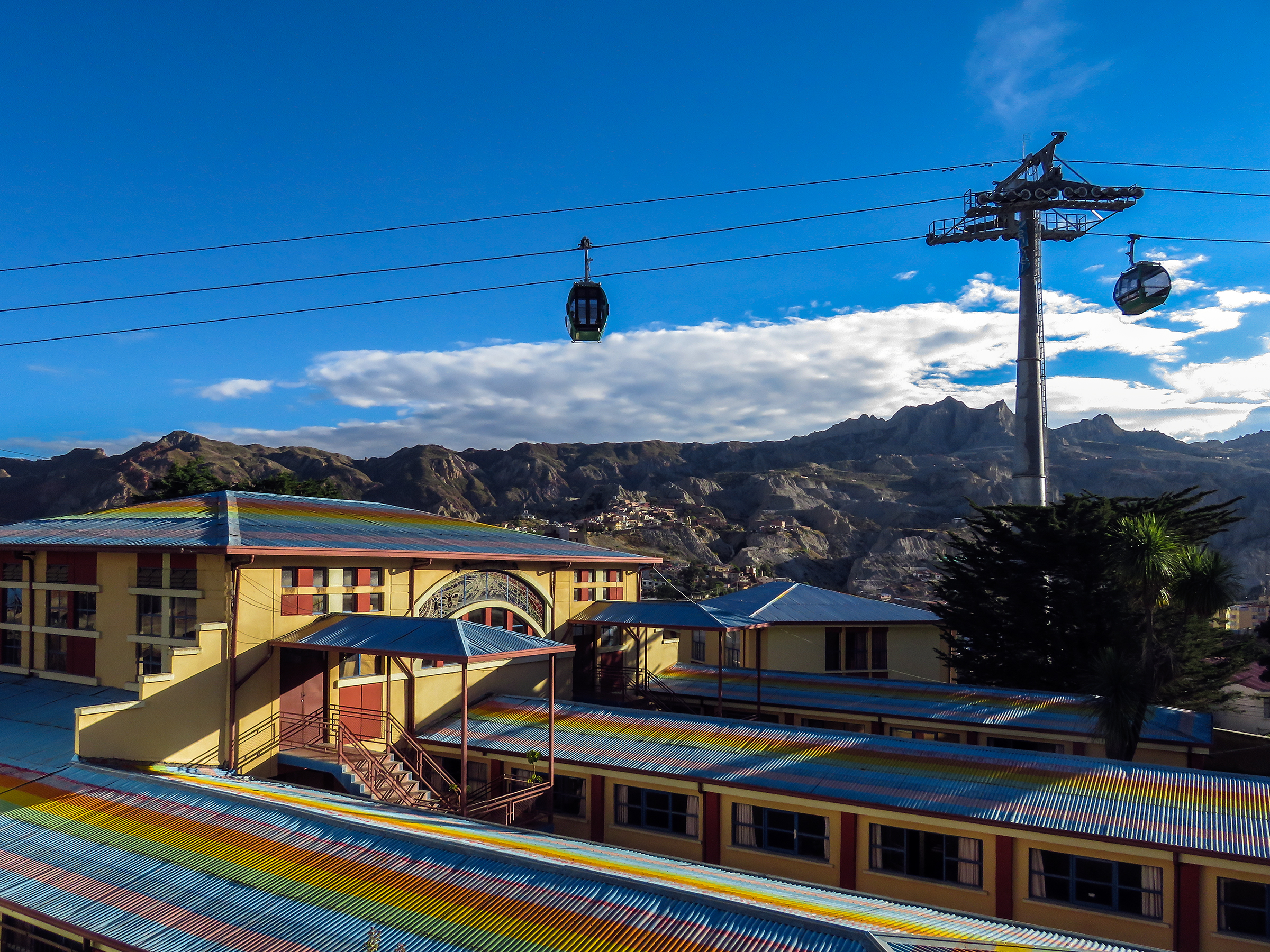
Das Mädchenheim Hogar Niñas Obrajes

Das Hogar Niñas Obrajes ist ein Mädchenheim im Stadtteil Obrajes. Im Wohnheim leben bis zu 120 Mädchen und junge Frauen im Alter zwischen 5 und 18 Jahren, die an tiefen seelischen und auch körperlichen Wunden leiden. Sie haben körperliche Gewalt, sexuellen Missbrauch, Hunger und Krankheit erlebt und wuchsen ohne feste Bindung zu einem Erwachsenen auf. Die Kinder und jungen Frauen erhalten nicht nur ein Dach über dem Kopf und regelmäßige Mahlzeiten, sondern auch fachmännische psychologische und medizinische Betreuung sowie ein breitgefächertes Freizeit- und Bildungsprogramm. Dabei werden sie zunächst in ihrer Schullaufbahn betreut, mit 16 Jahren wird ihnen dann die Möglichkeit geboten, eine technische Ausbildung zu beginnen.

### Hogar Casa Esperanza

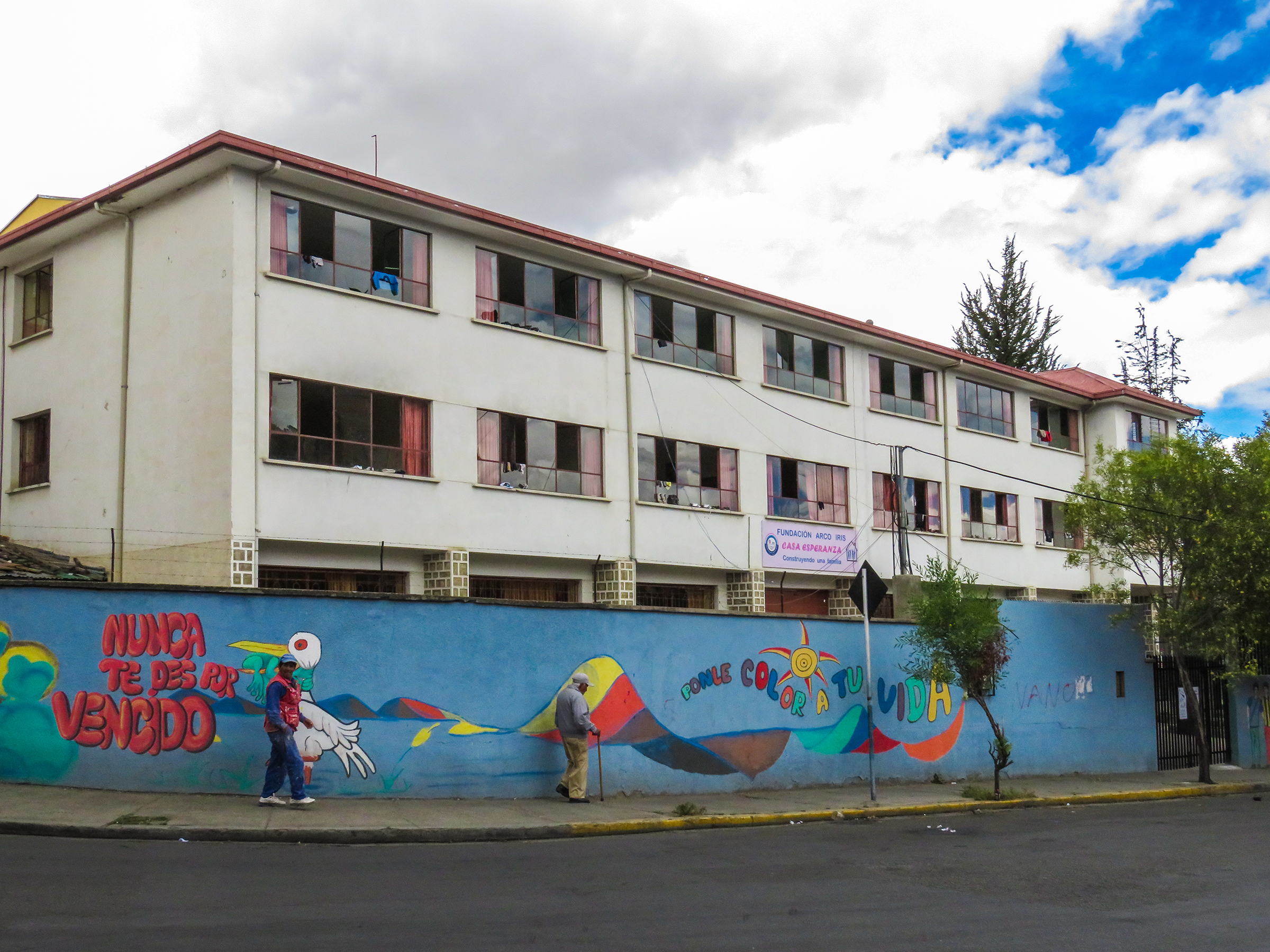
Das Jungenheim Casa Esperanza

Das Casa Esperanza, übersetzt „Haus der Hoffnung“, ist das Jungenwohnheim der Stiftung Arco Iris im Stadtteil Villa Copacabana von La Paz. Es beherbergt bis zu 70 Kinder und Jugendliche im Alter von 8 bis 18 Jahren, die – wie die Mädchen im „Hogar Niñas Obrajes“ – an tiefen seelischen und auch körperlichen Wunden leiden. Ihr Leben auf der Straße war geprägt von erlittener Gewalt, Hunger und Bindungslosigkeit. Das Heim ermöglicht den Kindern und jungen Männern eine Schulausbildung und eine handwerkliche Ausbildung, um sie in eine hoffnungsvolle Zukunft zu führen. Mit 16 Jahren wird ihnen, je nach Fähigkeiten und Neigungen, zusätzlich eine technische Ausbildung ermöglicht. Diese Ausbildung bildet die Grundlage für eine selbstständige Zukunft.

### Casa Refugio
Im Casa Refugio leben minderjährige schwangere Frauen und Mütter. In La Paz gibt es viele junge Mütter, die mit ihren Kindern auf der Straße leben. Meist handelt es sich dabei um minderjährige Frauen, die vergewaltigt, gedemütigt und dann, als sie schwanger waren, von ihren Familien verstoßen wurden. Da sie vom Staat keine Unterstützung erhalten, bleibt diesen Frauen oft die Straße als einzige Zuflucht. Eine solche finden sie auch im Casa Refugio, dem „Haus der Zuflucht“. Es bietet 20 schwangeren Frauen zwischen 12 und 18 Jahren Unterkunft für ein bis zwei Jahre, unterstützt sie sozial, psychologisch und in alltäglichen Angelegenheiten und ermöglicht ihnen den Beginn einer Ausbildung. Ziel ist es, dass jede junge Frau eines Tages ein eigenes Heim gründen kann, eine feste Arbeit hat und eine stabile Persönlichkeit erlangt. Das Projekt organisiert außerdem Kurse in Schulen, Heimen und anderen Institutionen zu Themen wie Familienplanung, innerfamiliäre Gewalt usw.

### Casa de Paso Acogida

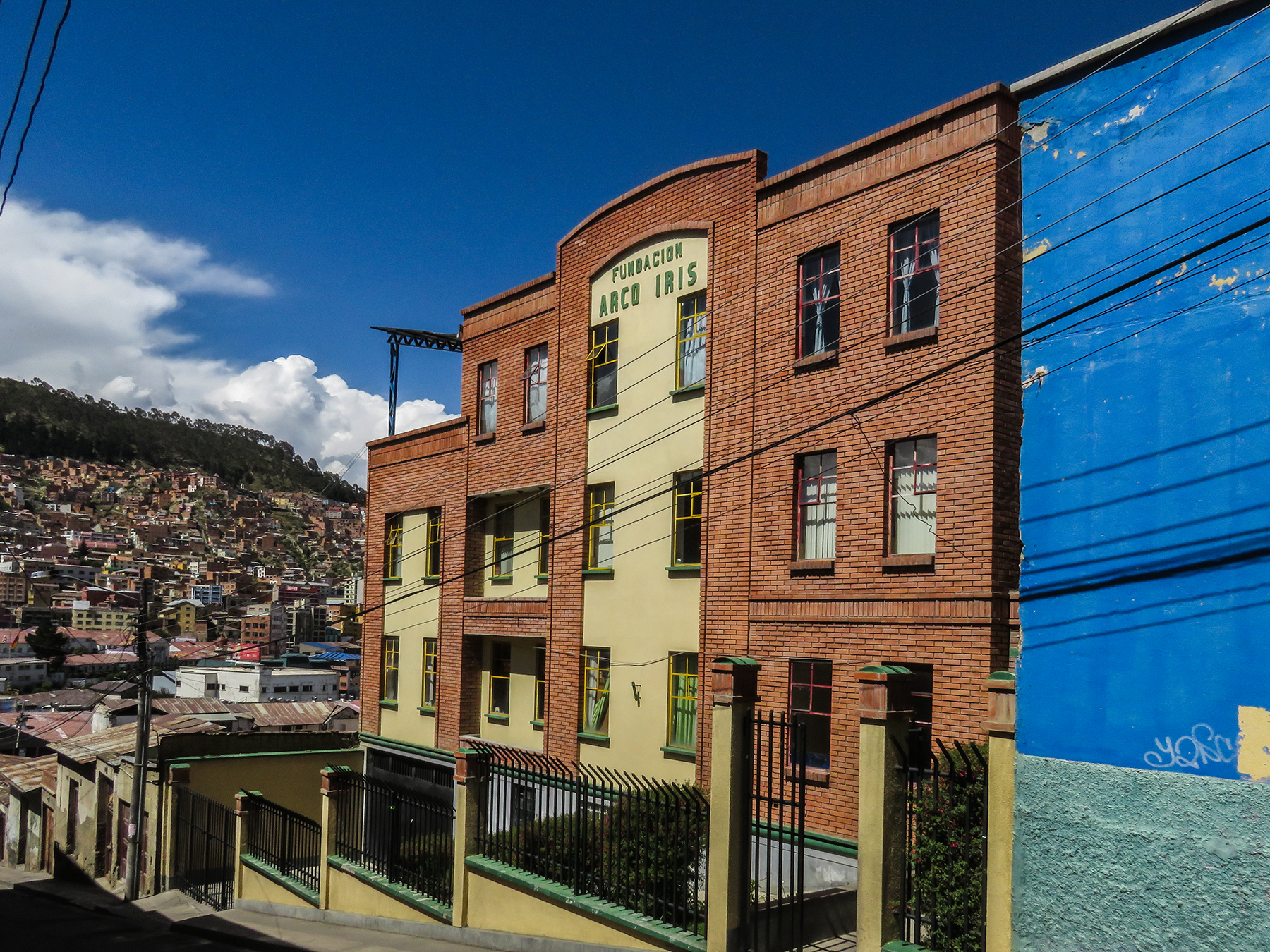
Das Gebäude Casa de Paso. Hier befindet sich das Heim Casa de Paso Acogida sowie die Büros vieler Projekte

Das Heim Casa de Paso Acogida spielt als Übergangsheim für bis zu 30 Jungs zwischen 12 und 18 Jahren eine sehr wichtige Rolle. Kinder und Jugendliche, die schon seit langem auf der Straße leben, müssen sich langsam an das Leben in einem Heim gewöhnen. Im Casa de Paso werden alle Bedürfnisse gedeckt inklusive medizinischer und psychologischer Betreuung um die Auswirkungen des Lebens auf der Straße entgegenzuwirken. Durch das Leben auf der Straße haben viele Kinder und Jugendliche in frühen Jahren bereits Erfahrungen mit Alkohol und anderen Drogen gemacht, die sie in ihrer Entwicklung sehr beeinträchtigt haben. Diese Probleme werden im Casa de Paso angegangen.

## Soziale Projekte
(Quelle:)

### Betaña
Das Centro Betaña liegt in einem der ärmsten Stadtviertel von La Paz und bietet Kinder aus armen Familien Unterstützung im Rechnen, Lesen und Schreiben. Die Eltern dieser Kinder sind oftmals Analphabeten und können somit keine Hilfe geben. Mit Nachhilfeunterricht soll der Anschluss an den staatlichen Unterricht erreicht werden. Zusätzlich werden die häufig mangelhaft ernährten Kinder mit gesundem, vitaminreichem Essen versorgt. 180 Kinder nehmen am Hausaufgabenbetreuungsprogramm teil, 50 Vorschulkinder besuchen den Kindergarten des Projektes. Das Centro Betaña organisiert auch Treffen mit den Eltern, unterstützt die Kinder mit Schulmaterial, bietet Handarbeitskurse für Mütter und organisiert Sport- und Freizeitangebote.

### Centro Integral Periférica
Das Projekt Centro Integral Periférica setzt sich aus drei Bereichen zusammen: der Kindergarten, die Hausaufgabenbetreuung und das Jugendzentrum. Hier wird für alle Altersgruppen eine abgerundete Betreuung angeboten.

### Apoyo Educativo Integral
Das Projekt Apoyo Educativo Integral ist eine Tages- und Hausaufgabenbetreuung für Kinder im Alter zwischen 6 und 14 Jahren. Die Kinder, die betreut werden, kommen aus sozial schwachen Familien. Die Eltern müssen ganztägig auf der Straße arbeiten, oft als Schuhputzer oder Verkäuferin. Somit sind fast alle Eltern ebenfalls Mitglied eines der Projekte Trabajadores, Calle, Apoyo Social Familiar oder Ex-Beneficiarios. Außerdem bietet das Projekt für Erwachsene Alphabetisierungskurse sowie Computer- und Internetkurse.

### CEIKU
Im Kindergarten CEIKU werden rund 60 Kinder betreut, deren Mütter tagsüber arbeiten gehen, zumeist auf der Straße. Die Kinder werden ganztägig versorgt und in ihrer körperlichen, intellektuellen, sozialen und moralischen Entwicklung unterstützt.

### Apoyo Social Familiar
Das Apoyo Social Familiar, übersetzt „Familienhilfe-Programm“, unterstützt mehr als 100 Familien, die in extremer Armut leben. Es versteht sich als Präventivprojekt, da viele Kinder aus diesen Familien in Gefahr schweben, zu Straßenkindern zu werden. Auf ein Jahr befristet bekommen die Familien Zuschüsse für Lebensmittel und Miete, außerdem medizinische Versorgung, rechtliche Beratung und Schulmaterial. Damit die Familien ihre Situation selbst verbessern können, helfen die Projektmitarbeiter zum Beispiel bei der Vermittlung von Arbeitsstellen oder durch Fortbildungskurse. Eigeninitiativen der Familien, beispielsweise die Eröffnung eines kleinen Ladens, werden ebenfalls unterstützt.

### Calle
Das Streetworker-Projekt Calle richtet sich an Kinder und Jugendliche, die aus unterschiedlichen Gründen in La Paz auf der Straße leben, sei es als Waisenkinder, als Ausgestoßene oder als Flüchtlinge vor innerfamiliärer Gewalt. Es handelt sich um Kinder und Jugendliche, die unter Brücken, auf Friedhöfen oder an anderen Orten unter freiem Himmel hausen und durch Diebstahl oder Prostitution überleben. Täglich werden die Straßenkinder vom Team der Streetworker an ihren Aufenthaltsorten besucht und erhalten soziale sowie psychologische Hilfe. Auch können diese Straßenkinder beispielsweise an sportlichen Aktivitäten teilnehmen sowie in das Projekt „Casa de Paso“ kommen, um sich zu waschen, ein Mittagessen einzunehmen und sich medizinisch versorgen zu lassen. Manchmal gelingt es Arco Iris, Familien oder Angehörige der Kinder ausfindig zu machen und Konflikte zu beseitigen, so dass eine Rückkehr der Kinder in ihre Familie möglich wird. Gelingt das nicht, so ist ein Übertritt in eines der Wohnheime der Fundación Arco Iris möglich.

### Ex-Beneficiarios
Das Projekt Ex-Beneficiarios betreut ehemalige Heimkinder der vier Heime  von Arco Iris. Da viele der „Ehemaligen“ keine Familie haben, ist das Projekt Ex-Beneficiarios oft deren einzige Anlaufstelle, um über Probleme zu sprechen oder Unterstützung zu erhalten. Auf dem Weg zur Selbstständigkeit benötigen sie häufig noch über einen längeren Zeitraum Hilfe durch die Stiftung. Dies kann ein Stipendium sein, ein Zuschuss zur Miete oder Hilfe bei der Suche nach einer Arbeitsstelle. Auch im Krankheitsfall bietet das Projekt Unterstützung an.

### Trabajadores
Das Projekt Trabajadores arbeitet mit Kindern und Jugendlichen und Erwachsenen, die sich ihren Lebensunterhalt auf der Straße verdienen. Ihnen wird ein breitgefächertes Bildungs- und Freizeitprogramm angeboten, ein Sparprogramm organisiert und eine psychosoziale Beratung und Begleitung angeboten. Das Projekt bietet Zugang zu Bildungsmöglichkeiten, beispielsweise eine technische Ausbildung oder schulische Bildung, außerdem können sich die Kinder dort in rechtlichen Dingen beraten lassen und anderes mehr. 

### Centro Juvenil
Das Centro Juvenil richtet sich an Jugendliche und bietet eine Bibliothek, einen Computerraum mit Internetzugang, einen Fest- und Theatersaal, aber auch Musik- und Tanzkurse und anderes mehr. Das Ziel des Projekts ist es, den Jugendlichen eine sinnvolle Freizeitgestaltung zu bieten, um dadurch Problemen wie Alkoholismus, Drogenkonsum im Allgemeinen und der Bildung von Banden entgegenzuwirken.

### Unidades Productivas
Die Unidades Productivas sind stiftungseigene Werkstätten, in denen ehemalige Straßenkinder aus einer Einrichtung von Arco Iris eine Berufsausbildung erhalten, beispielsweise in einer Schreinerei, einer Bäckerei, in einem Kunsthandwerksbetrieb, in einem Restaurant oder auch in zwei Verkaufsläden, die Waren aus der eigenen Bäckerei anbieten. Diese Werkstätten haben vor allem das Ziel, Jugendliche aus Projekten der Stiftung auszubilden und in den Arbeitsprozess zu integrieren. Mehr als 60 Jugendliche werden in den Werkstätten ausgebildet oder haben dort Arbeit gefunden.

## Hospital Arco Iris

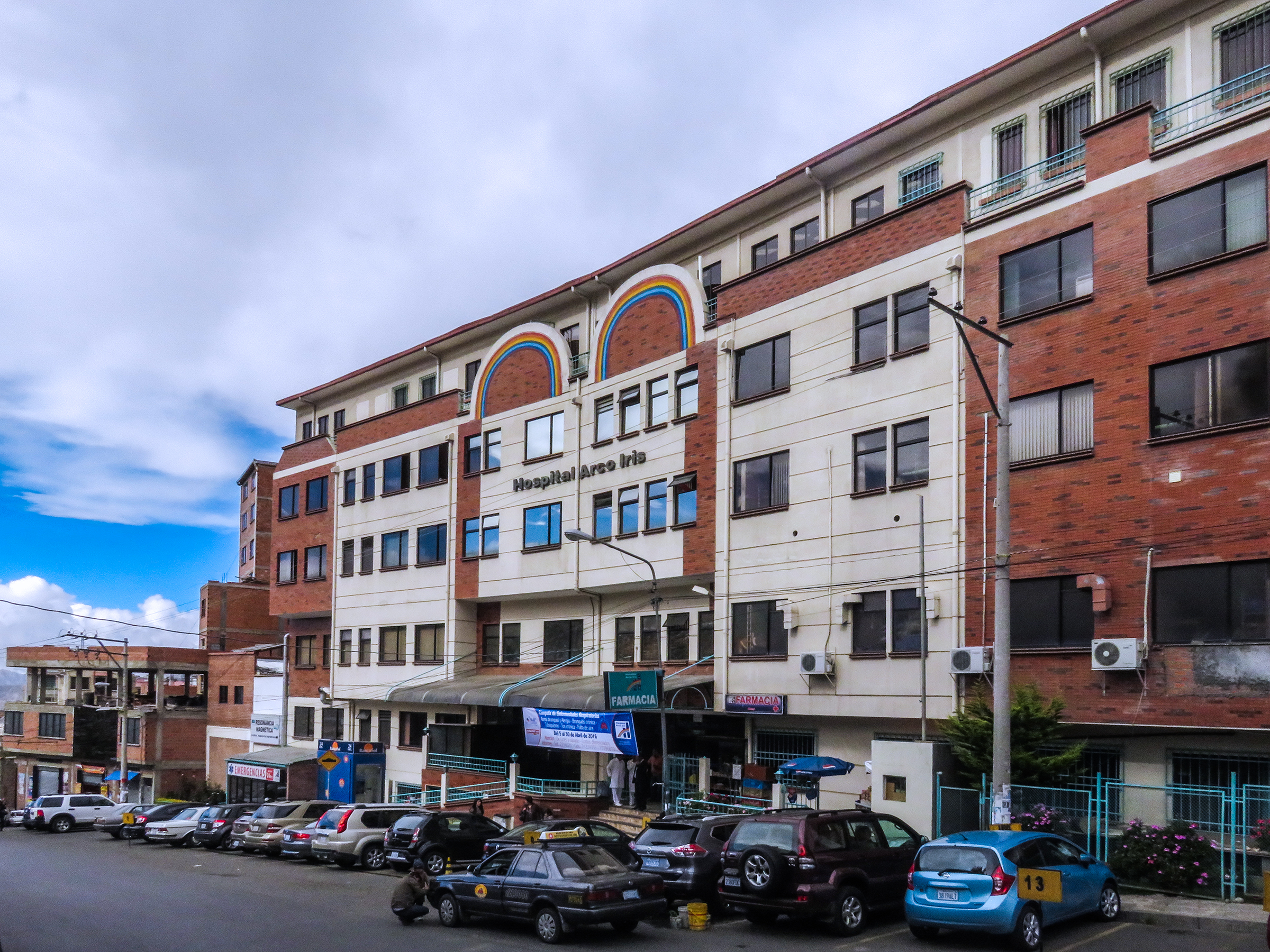
Das Hospital Arco Iris

Die medizinische Versorgung aller Kinder und Jugendlichen der Projekte ist ein wichtiges Anliegen der Stiftung Arco Iris. Sie hat deshalb im Jahr 2001 ein eigenes Krankenhaus eröffnet, das Hospital Arco Iris (HAI). Es hat eine Kapazität von 100 Betten und bietet sowohl ambulante als auch stationäre Behandlung, Notaufnahme, allgemeinmedizinische Untersuchungen, klinisches Labor, Röntgenuntersuchungen, Herzuntersuchungen und Computertomographie an.
Eine Apotheke und Krankenwagen, Sozialarbeit, Psychologie und Physiotherapie ergänzen das Programm. Seit Eröffnung des Krankenhauses wurden mehr als 60.000 Straßenkinder, Kinder und Jugendliche der Wohnheime und Projekte von Arco Iris sowie arme Familien kostenlos behandelt, mithin rund 200 Behandlungen pro Tag.
Das Krankenhaus verfügt ferner über drei ambulante Krankenstationen. Diese fahren jeden Tag in voller Besetzung an verschiedene Orte der Stadt, um dort die Ärmsten wie Straßenkinder, Schuhputzer usw. zu behandeln, Kontakte zu knüpfen und auf die Angebote von Arco Iris hinzuweisen.

## Finanzierung
Die Stiftung wird überwiegend von privaten Spendern finanziert und ist auf diese angewiesen. Spenden aus Deutschland gehen an den „Verein zur Förderung der Straßenkinder in Bolivien e.V. Rottweil“, welcher ausschließlich die Fundación Arco Iris unterstützt. Die „Arco-Iris-Stiftung“ hat das Ziel, die Fundación Arco Iris langfristigen abzusichern. Außerdem erhält die Fundación Arco Iris Unterstützung vom „Kindermissionswerk“ und von der amerikanischen Non-Profit-Organisation „Arco Iris America“.